# Chichaoua (Stadt)

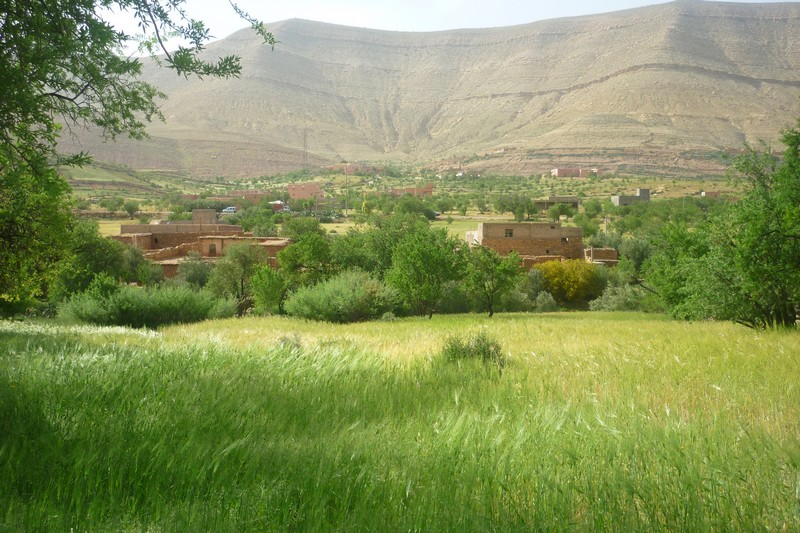
Frühlingslandschaft bei Chichaoua

Chichaoua (arabisch شيشاوة, Zentralatlas-Tamazight ⵛⵉⵛⴰⵡⴰ Cicawa) ist eine knapp 40.000 Einwohner zählende Stadt in der Region Marrakesch-Safi im Zentrum Marokkos. Sie ist Hauptstadt der Provinz Chichaoua.

## Lage und Klima
Die etwa 340 m hoch gelegene Stadt Chichaoua liegt ca. 90 km (Fahrtstrecke) westlich von Marrakesch bzw. ca. 100 km östlich der Küstenstadt Essaouira. Chichaoua liegt verkehrsgünstig an der Autobahn A7, die über das Hinterland die Küstenstädte Casablanca und Agadir verbindet. Das Klima ist steppenartig; Regen (ca. 240 mm/Jahr) fällt nahezu ausschließlich im Winterhalbjahr.

## Bevölkerung
| Jahr      | 1994  | 2004   | 2014   | 2024   |
| Einwohner | 9.738 | 15.657 | 27.869 | 38.452 |

Noch zu Beginn des 20. Jahrhunderts war Chichaoua eines von kaum mehr als 1.000 Einwohner zählenden Dörfern in der Region. Die seit den letzten Jahrzehnten des 20. Jahrhunderts stark wachsende Bevölkerung der Stadt besteht zu einem hohen Anteil aus zugewanderten Berbern. Man spricht jedoch hauptsächlich Marokkanisches Arabisch.

## Wirtschaft
Spielten in früheren Zeiten Landwirtschaft, Viehzucht und die Herstellung von Berberteppichen die größte Rolle im Wirtschaftsleben des Ortes, so ist die Stadt Chichaoua heute das Zentrum eines erst in den 1990er Jahren erschlossenen großen Phosphatvorkommens im Süden Marokkos. Infolgedessen haben sich hier Arbeiter, Handwerker, Kleinhändler und andere Gewerbetreibende angesiedelt.

## Sehenswürdigkeiten
Chichaoua verfügt über keinerlei historisch oder kulturell bedeutsame Sehenswürdigkeiten.

## Erdbeben 2023
Beim Erdbeben in Marokko 2023 wurden allein im Ort Chichaoua 191 Todesfälle registriert.